# Røde Fane-ordenen
Røde Fane-ordenen (russisk: Орден Крaсного Знамени), var en orden, der blev indstiftet under Den Russiske Borgerkrig. Det skete ved et dekret udstedt den 16. september 1918 af den Alrussiske Centrale Eksekutivkomite.  Efter oprettelsen af Sovjetunionen i 1922 blev ordenen den 1. august 1924 gjort til den første sovjetiske orden ved afgørelse fra Sovjetunionens Centrale Eksekutivkomite.

Statutten for ordenen blev revideret 11. januar 1932 af den centrale eksekutivkomite, ved dekreter af 19. juni 1943 og 16. december 1947 af den Øverste Sovjet, og senest ved dekret den 28. marts 1980 af Præsidiet for den Øverste Sovjet.
Efter Sovjetunionens sammenbrud standsede præsidiet for Ruslands væbnede styrker tildelingen af ordenen i 1992 

## Udseende
Ordenen er udformet af kunstneren Vladimir Vasilevitj Denisov, der på mindre end en måned fremlagde seks skitser for den Alrussiske Centrale Eksekutivkomite. Den valgte udgave har en udfoldet rød fane henover den femtakkede røde stjerne med hammer og segl, en hammer og et plovskær omkranset af et egeløv, påsat et rødt bånd. På fanen er skrevet ”Proletarer i alle lande, foren jer” og på egeløvet bogstaverne ”R S F S R” (Russiske Socialistiske Føderative Sovjet Republik).
På de senere sovjetiske udgaver af ordenen, er det røde omkransende bånd fjernet og bogstaver på egeløvet ændret til ”S S S R” (Unionen af Socialistiske Sovjet Republikker).
Ordenen bæres på venstre side af brystet. 

## Uddelingskriterier
Ordenen kunne tildeles sovjetborgere, der havde udvist særligt mod og heltemod i kamp. Men ordenen kunne også tildeles militære enheder, krigsskibe m.v.:
- for særlige betydningsfulde kampe, begået i en kampsituation med tydelig livsfare;
- for fremragende ledelse af militære operationer i militære enheder, formationer, foreninger og særligt heltemod, der blev udøvet på samme tid;
- for udvist heltemod under udførelsen af en særlig opgave;
- for særligt heltemod i forbindelse med opretholdelse af landets statssikkerhed, ukrænkelighed ved Sovjetunionens statsgrænse under forhold, der indebærer en livsfare;
- for vellykkede militære operationer udført af militære enheder, krigsskibe, formationer og foreninger, som på trods af fjendens stædige modstand mod tab eller andre ugunstige forhold, besejrede fjenden eller påførte ham et stort nederlag eller bidrog til egne soldaters succes med at udføre en større militær operation.

I særlige tilfælde kunne ordenen også gives for at styrke kampmoralen og i de seneste år også for langvarig tjeneste i de militære værn, politi og statssikkerhedstjenesten. 

## Modtagere
Den første modtager var Vasilij Konstantinovitj Bljukher, der modtog ordenen den 28. september 1918.
Den Røde Fanes orden kunne tildeles flere gange, fx fik Bljukher ordenen fem gange.
Som eksempler på personer der modtog ordenen kan nævnes:
- Georgij Timofejevitj Beregovoj (2 gange)
- Vasilij Konstantinovitj Bljukher (5 gange)
- Vasilij Mikhailovitj Blokhin (2 gange og senere frataget)
- Pavel Jefimovitj Dybenko (3 gange)
- Mikhail Vasiljevitj Frunse (2 gange)
- Leonid Aleksandrovitj Govorov
- Sergej Ivanovitj Gritsevets
- Sergej Mironovitj Kirov
- Kim Il-sung[9]
- Rodion Jakovlevitj Malinovskij (3 gange)
- Kim Philby
- Ivan Ivanovitj Pstygo (7 gange)[10]
- Eino Rahja (2 gange)
- Aleksandr Ilitj Rodimtjev (4 gange)
- Vasilij Grigorjevitj Sajtsev
- Georgij Konstantinovitj Sjukov (3 gange)
- Semjon Konstantinovitj Timosjenko (5 gange)
- Vasilij Ivanovitj Tjujkov (4 gange)
- Lev Davidovitj Trotskij

Som eksempel på en militær enhed, der har modtaget ordenen kan nævnes den Sovjetiske Østersøflåde, der er blevet hædret med ordenen 2 gange.
Røde flag-ordenen blev uddelt 581.300 gange.